# Clencio Pinto
Clencio Pinto  là một cầu thủ bóng đá người Ấn Độ thi đấu ở vị trí tiền vệ cho Salgaocar F.C. ở I-League.

## Sự nghiệp
Sinh ra ở Goa, Pinto từng nằm trong hệ thống trẻ Dempo, thi đấu với đội U-19 từ 2011 đến 2014. Khi thi đấu cho Dempo, Pinto cũng đều gia nhập Margao và Wilfred Leisure theo dạng cho mượn ở Goa Professional League để tích lũy kinh nghiệm, trước khi ra sân cho Dempo mùa giải 2013–14. Năm 2015, sau khi rời Dempo, Pinto thi đấu ở Goa Professional League cùng với Cavelossim.
Ngày 23 tháng 4 năm 2016, trong trận đấu cuối cùng của I-League, Pinto ra mắt cho Salgaocar trước Sporting Goa. Anh đá chính và thi đấu hết hiệp một và chung cuộc Salgaocar thất bại 3–0.

## Thống kê sự nghiệp
Tính đến 7 tháng 5 năm 2016
| Câu lạc bộ          | Mùa giải            | Giải vô địch        | Giải vô địch | Giải vô địch | Cúp Liên đoàn | Cúp Liên đoàn | Cúp Quốc gia | Cúp Quốc gia | Châu lục | Châu lục  | Tổng    | Tổng      |
| Câu lạc bộ          | Mùa giải            | Hạng đấu            | Số trận      | Bàn thắng    | Số trận       | Bàn thắng     | Số trận      | Bàn thắng    | Số trận  | Bàn thắng | Số trận | Bàn thắng |
| ------------------- | ------------------- | ------------------- | ------------ | ------------ | ------------- | ------------- | ------------ | ------------ | -------- | --------- | ------- | --------- |
| Salgaocar           | 2015–16             | I-League            | 1            | 0            | —             | —             | —            | —            | —        | —         | 1       | 0         |
| Tổng cộng sự nghiệp | Tổng cộng sự nghiệp | Tổng cộng sự nghiệp | 1            | 0            | 0             | 0             | 0            | 0            | 0        | 0         | 1       | 0         |